# Vollmannstraße
Die Vollmannstraße ist eine Innerortsstraße im Stadtbezirk Bogenhausen (Nr. 13) von München. 

## Verlauf
Die in etwa in Nord-Süd-Richtung verlaufende Vollmannstraße setzt die Cosimastraße nach Süden fort und geht an ihrem Südende in die Weltenburger Straße über. Sie bildet damit einen Teil der Verbindung vom Föhringer Ring zur Bundesautobahn 94 in Richtung Passau und war zunächst Teil der geplanten, aber nicht verwirklichten und 1984 endgültig aufgegebenen Tangente T5 Ost des Münchner Tangentensystems. Zugleich bildet sie die Ostgrenze des Arabellaparks.

## Namensgeber
Die Straße ist seit 1928 nach dem Oberlehrer und Flurnamenforscher Remigius Vollmann (1861–1928) benannt.

## Öffentlicher Verkehr
Durch die Vollmannstraße fährt eine Expressbuslinie. Es verkehren weitere Buslinien zur Haltestelle Cosimabad. An dieser besteht Anschluss an die Straßenbahnlinien 16 und 17.

## Denkmalgeschützte Gebäude

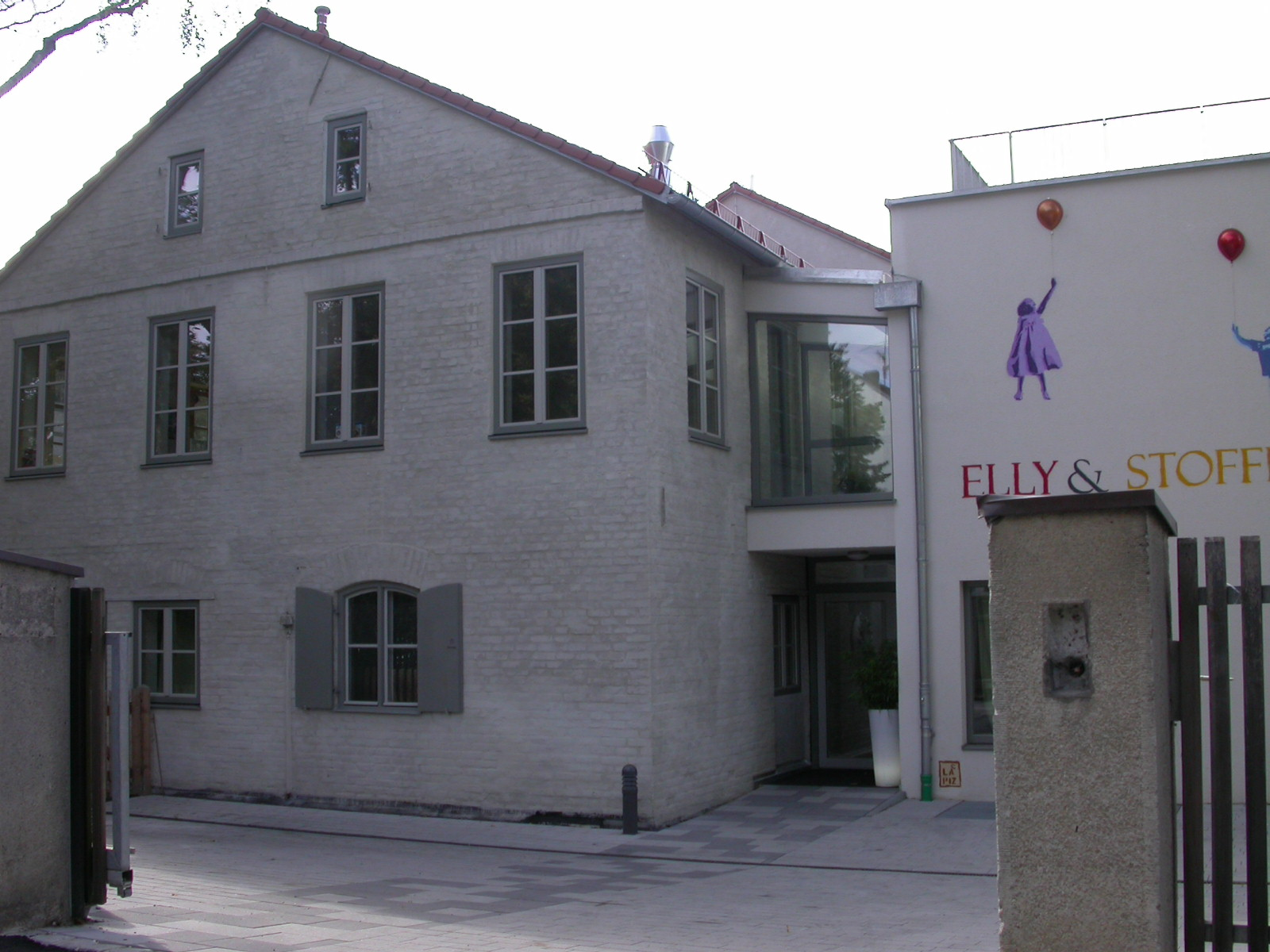
Vollmannstraße 53

- Nr. 53/53a: Schreinerei, schlichter zweigeschossiger, im Wohnteil dreigeschossiger Satteldachbau, aus überschlemmten Trümmer- bzw. Bruchziegeln, von Hans Döllgast, 1949, 1956 vom gleichen Architekten umgebaut (Denkmalliste D-1-62-000-8688)

## Weitere Gebäude
- Nr. 2: ehemaliges Generalkonsulat von Ungarn (bis 2018), jetzt von einem Pflegedienst mit Tagesstätte genutzt